# Psychotomy
Psychotomy ist eine italienische Death-Metal-Band aus Venedig, die 2010 gegründet wurde.

## Geschichte
Die Band wurde im Jahr 2010 von dem Schlagzeuger Marco, der Gitarristin Irene „Nene“ Brazzolotto und der Gitarristin und Sängerin Lorenza „Lory“ de Rossi gegründet. Zusammen schrieben sie an dem ersten Material, ehe im Sommer 2011 Jek als Bassist dazustieß und ein erstes Demo aufgenommen wurde. Nach ein paar lokalen Auftritten wurde 2012 die EP Transcend The Absolution aufgenommen. Danach verließ Jek die Besetzung und die Band fuhr als Trio fort. 2015 erschien über The Spew Records, einem Sub-Label von Punishment 18 Records, das Debütalbum Antinomia. Der Bass wurde hierauf auch von Marco eingespielt. In ihrer Karriere ist die Band bisher unter anderem zusammen mit Ape Unit, Devangelic, Profanal, Hateful, Natron, Dysmorphic, Death Mechanism, Barbarian, Asphyx, Ratos de Porão und Cripple Bastards aufgetreten.

## Stil
Marcos „Big Daddy“ Garcia von metal-temple.com schrieb in seiner Rezension zu Antinomia, dass die Band zwar mit brutalem Death Metal aufwartet, aber im Gegensatz zu anderen Bands wie Krisiun, Morbid Angel, Nile und Angelcorpse eine traditionellere Form des Genres spiele; sie sei technisch weniger anspruchsvoll sowie weniger schnell und aggressiv. In ein paar Liedern könne man auch Thrash-Metal-Elemente wiederfinden. Nik Cameron von glaciallymusical.blogspot.de rezensierte das Album ebenfalls. Dieses beginne mit einem Interview von Aileen Wuornos, ehe der Death Metal einsetze. Charakteristisch seien der gutturale Gesang, die Blastbeath-Rhythmen, die falsch gestimmte kleine Trommel und Riffs, die von siebensaitigen Gitarren gespielt würden. Die Gitarren-Soli würden weder denen von Marty Friedman oder Kerry King gleichen, sondern eher denen von Daisy Berkowitz. Bei der Musik handele es sich weniger um traditionellen Death Metal im Stil von Deicide, da man auch genre-untypische Ideen wage.

## Diskografie
- 2012: Transcend the Absolution (EP, Eigenveröffentlichung)
- 2015: Antinomia (Album, The Spew Records)